# Emmanuel Piget
Emmanuel Piget (* 25. Februar 1984 in Cognac) ist ein französischer Automobilrennfahrer.

## Karriere
Piget begann seine Motorsportkarriere 1997 im Kartsport, in dem er bis 2000 aktiv war. 2001 wechselte er in den Formelsport und nahm für TCS Racing an sieben von zehn Rennen des Formel Renault 2000 Eurocups teil. 2002 trat er für den Rennstall zu zwei Rennen dieser Serie an. Er blieb ohne Punkte. Darüber hinaus nahm er 2002 an der französischen Formel Renault teil und erreichte den 17. Gesamtrang. 2003 verbesserte er sich mit einer Podest-Platzierung auf den zehnten Platz. 2004 nahm er an je zwei Rennen der französischen Formel Renault sowie der Winterserie der spanischen Formel-3-Meisterschaft teil.
Nach einer mehrjährigen Pause kehrte Piget 2009 in den Motorsport zurück. Für das Novo Team ECA ging er beim Saisonfinale der European F3 Open, die aus der spanischen Formel-3-Meisterschaft hervorgegangen war, an den Start. Dabei gewann Piget im ersten Rennen die Copa-Wertung. 2010 begann Piget für MP Racing die Saison in der European F3 Open. Obwohl er bereits bei der ersten Veranstaltung einen dritten Platz erzielte, nahm sein Team am dritten Rennwochenende nicht teil. Am vierten Rennwochenende kehrten Piget und MP Racing einmalig in die European F3 Open zurück und erreichten ein weiteres Mal den dritten Platz. Die restliche Saison nahm Piget an keiner Rennserie teil. Er wurde Zehnter in der Fahrerwertung.
Nachdem Piget erneut pausiert hatte, kehrte er 2013 in den Motorsport zurück. Er erhielt ein Cockpit bei Zeta Corse für den Saisonauftakt der Formel Renault 3.5. Das Engagement kam kurzfristig zu Stande, da das Team keinen zweiten Fahrer gefunden hatte, und Piget dem Teammanager Claudio Corradini in guter Erinnerung war.

## Karrierestationen
| - 1997–2000: Kartsport - 2001: Formel Renault 2000 Eurocup - 2002: Formel Renault 2000 Eurocup - 2002: Französische Formel Renault (Platz 17) | - 2003: Französische Formel Renault (Platz 10) - 2004: Französische Formel Renault (Platz 25) - 2004: Spanische Formel 3, Winterserie - 2009: European F3 Open (Platz 23) | - 2010: European F3 Open (Platz 10) - 2013: Formel Renault 3.5 (Platz 29) |